# 福岡県道767号本町新田大川線
福岡県道767号本町新田大川線（ふくおかけんどう767ごう ほんまちしんでんおおかわせん）は、福岡県柳川市から大川市に至る一般県道である。

## 概要

### 路線データ
- 起点：福岡県柳川市本町（柳川市役所前交差点、福岡県道770号枝光今古賀線交点）
- 終点：福岡県大川市大字向島（大川橋交差点、国道208号交点、福岡県道47号久留米城島大川線終点）

## 路線状況

### 重複区間
- 福岡県道・佐賀県道18号大牟田川副線（柳川市古賀 地内）

## 地理

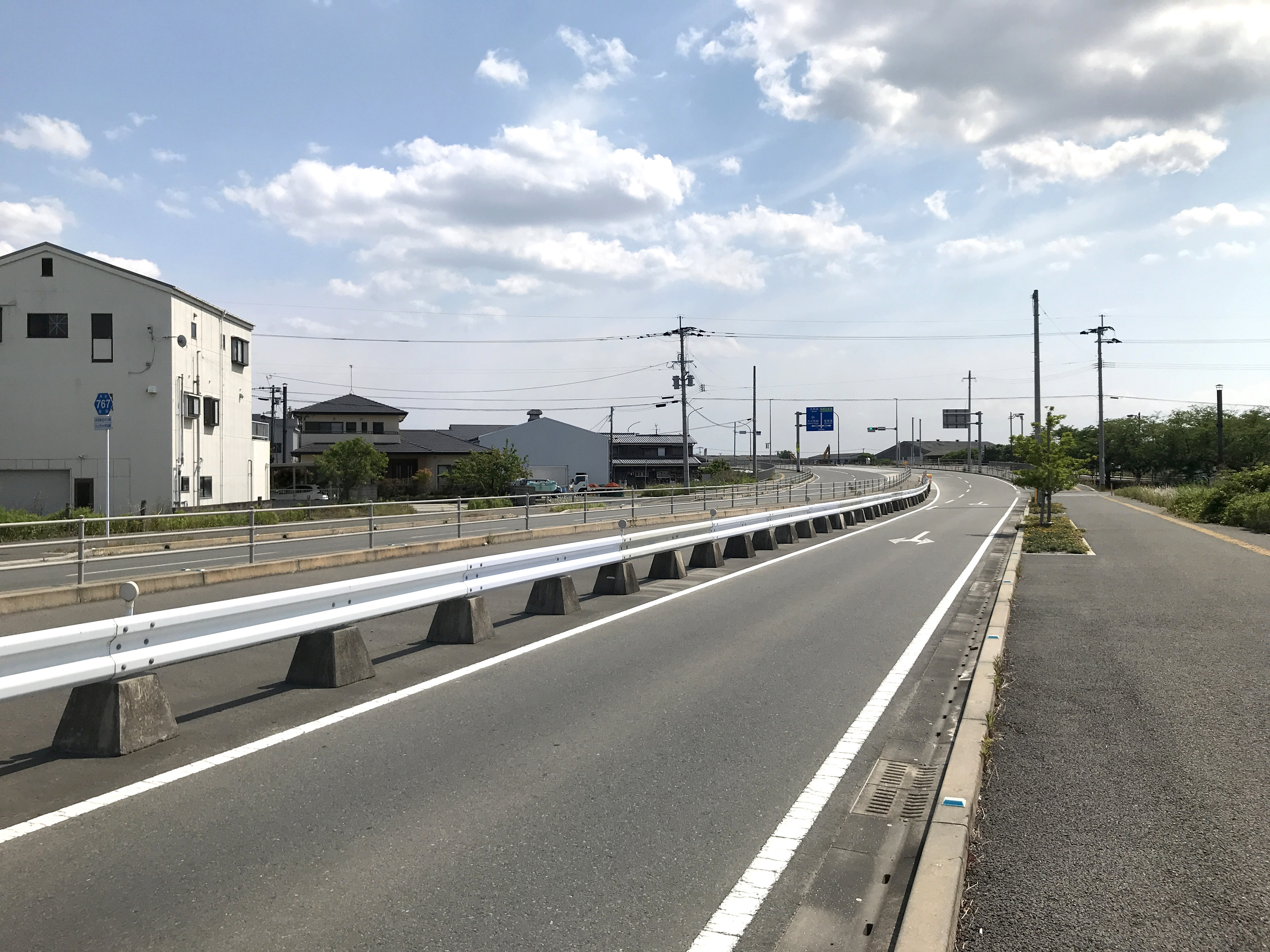
大川市向島から大川中央ICおよび新田方面

### 通過する自治体
- 柳川市
- 大川市

### 交差する道路
| 交差する道路                                                 | 市町村名 | 交差する場所 | 交差する場所              |
| ------------------------------------------------------------ | -------- | ------------ | ------------------------- |
| 福岡県道770号枝光今古賀線                                    | 柳川市   | 本町         | 柳川市役所前交差点 / 起点 |
| 福岡県道766号橋本辻町線 福岡県道770号枝光今古賀線 / バイパス | 柳川市   | 城南町       | 城南町交差点              |
| 福岡県道・佐賀県道18号大牟田川副線 重複区間起点              | 柳川市   | 古賀         |                           |
| 福岡県道・佐賀県道18号大牟田川副線 重複区間終点              | 柳川市   | 古賀         |                           |
| 福岡県道768号新田榎津線 福岡県道769号新田西蒲池線            | 大川市   | 大字新田     |                           |
| 福岡県道734号若津港線                                        | 大川市   | 大字小保     | 若津港交差点              |
| 福岡県道716号水田大川線                                      | 大川市   | 大字向島     | 若津下町交差点            |
| 国道208号 福岡県道47号久留米城島大川線                       | 大川市   | 大字向島     | 大川橋交差点 / 終点       |

### 沿線
- 柳川市役所
- 杉森高等学校
- 柳川高等学校
- 柳川城
- 沖端水天宮
- 白秋記念館
- 筑後川昇開橋